# Iwanuma
Iwanuma (岩沼市?) è una città giapponese della prefettura di Miyagi. È stata fondata il 1º novembre 1971.